# مرغداری ولی عصر
مَرغداری ولی عصر یکی از روستاهای استان قزوین ایران است که در دهستان نرجه در بخش مرکزی شهرستان تاکستان قرار دارد.
محصولش، غلات و کشمش و بادام و گردو شغل اهالی زراعت است.